# Brevet Lt. General Winfield Scott
Brevet Lt. General Winfield Scott est une statue équestre située à Washington, honorant le lieutenant général de la guerre de Sécession Winfield Scott.
Elle se trouve au centre du Scott Circle (en), un rond-point où converge la 16th Street NW (en), la Massachusetts Avenue (en) et Rhode Island Avenue (en).
Elle se compose d'une sculpture en bronze créée par Henry Kirke Brown posée sur un socle de granit.
Le mémorial est inscrit une propriété contributrice à un district historique.

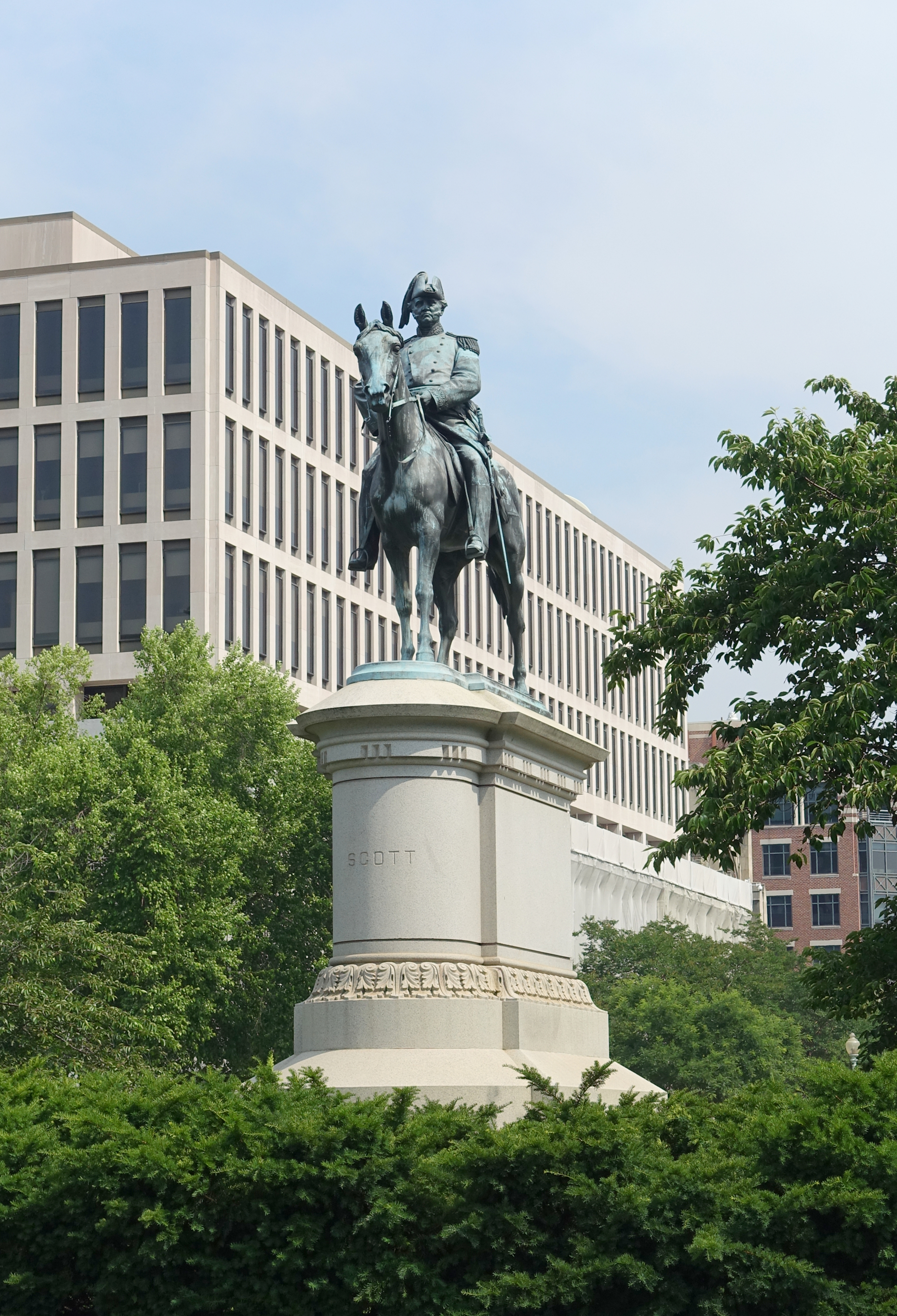
Brevet Lt. General Winfield Scott.